# 立花種武
立花 種武（たちばな たねたけ、寛延3年（1750年） - 安永9年12月13日（1781年1月7日））は江戸時代後期の旗本。筑後国三池藩主家立花氏の立花種澄を家祖とする分家当主。諱は種武。幼名は寿丸、富丸。通称は求馬、丹下、左兵衛。養父は立花達好、実父は三池藩主立花長煕。正室は黒田直巷（兵庫）の娘。継室は畦柳武徳（助九郎）の娘。養子は立花種郷。実子は種郷の妻。

## 生涯
立花長煕の6男として出生。同母兄に立花種周、安部信旨が、同母弟に堀直皓がいる。
明和6年8月5日（1769年9月15日）に養父の隠居を受けて、旗本立花家の家督を継ぎ、翌明和7年（1770年）に書院番士となる。
しかし、安永9年（1780年）に養父の死から1か月経たないうちに死去。墓所は下谷広徳寺。享年31。法名は宗方。
実子は娘1人であるため、甥で安部信旨の二男の種郷が婿養子として跡を継ぐ。